# Pseudopsodos fissilata
Pseudopsodos fissilata är en fjärilsart som beskrevs av Felder 1875. Pseudopsodos fissilata ingår i släktet Pseudopsodos och familjen mätare. Inga underarter finns listade.